# Штёрк, Карл
Карл Штёрк (нем. Karl Stoerk или Karl Störk; 17 сентября 1832, Буда, Венгрия — 13 сентября 1899, Вена, Австрия) — австрийский отоларинголог. Родился в Буде в семье врача. Изучал медицину в университетах Праги и Вены. В 1858 году получил степень доктора медицины. После этого и до самого конца своей карьеры не прекращал работать практическим врачом в Вене. Был ассистентом Людвига Тюрка (1810—1868). В 1891 году назначен главой отоларингологической клиники. В 1864 году стал приват-доцентом Венского университета, в 1875 — экстраординарным, а в 1894 — ординарным профессором.